# Liste der Einträge im National Register of Historic Places im Calloway County

Lage des Calloway County in Kentucky

Die Liste der Einträge im National Register of Historic Places im Calloway County in Kentucky führt die Bauwerke und historischen Stätten im Calloway County auf, die in das National Register of Historic Places aufgenommen wurden.
| [ 2 ] | Name                                       | Bild                                       | Eintragsdatum        | Lage | Ort         | Beschreibung |
| ----- | ------------------------------------------ | ------------------------------------------ | -------------------- | --- | ----------- | ------------ |
| 1     | Archeological Site 15CW64                  |                                            | 1985 ID-Nr. 85001506 | Adresse nicht veröffentlicht                                                                                                | Backusburg  |              |
| 2     | Calloway County Courthouse                 | Calloway County Courthouse                 | 1986 ID-Nr. 86000287 | Town Square 36° 36′ 37″ N, 88° 18′ 8″ W                                                                                     | Murray      |              |
| 3     | Confederate Monument in Murray             | Confederate Monument in Murray             | 1997 ID-Nr. 97000711 | Kreuzung der KY 94 mit der KY 121 36° 36′ 36″ N, 88° 18′ 18″ W                                                              | Murray      |              |
| 4     | Edwin S. Diuguid House                     | Edwin S. Diuguid House                     | 1976 ID-Nr. 76000855 | 601 West Main Street 36° 36′ 38″ N, 88° 18′ 15″ W                                                                           | Murray      |              |
| 5     | First Baptist Church                       | First Baptist Church                       | 1986 ID-Nr. 86000289 | 203 South 4th Street 36° 36′ 33″ N, 88° 18′ 5″ W                                                                            | Murray      |              |
| 6     | First Christian Church                     | First Christian Church                     | 1986 ID-Nr. 86000292 | 111 North 5th Street 36° 36′ 41″ N, 88° 18′ 11″ W                                                                           | Murray      |              |
| 7     | Fort Heiman Site                           |                                            | 1976 ID-Nr. 76000856 | Rund 800 m südöstlich von New Concord abseits der Fort Heiman Road 36° 30′ 0″ N, 88° 3′ 23″ W                               | New Concord |              |
| 8     | Will Linn House                            | Will Linn House                            | 1980 ID-Nr. 80001491 | 103 North 6th Street 36° 36′ 40″ N, 88° 18′ 17″ W                                                                           | Murray      |              |
| 9     | Main Street Historic District              | Main Street Historic District              | 1986 ID-Nr. 86000294 | Block 700 und 800 West Main Street 36° 36′ 37″ N, 88° 18′ 21″ W                                                             | Murray      |              |
| 10    | Murray Commercial Historic District        | Murray Commercial Historic District        | 2003 ID-Nr. 02001464 | Abgegrenzt durch Walnut Street, L.P. Miller Street, Poplar Street und 6th Street 36° 36′ 37″ N, 88° 18′ 10″ W               | Murray      |              |
| 11    | Murray State University Historic Buildings | Murray State University Historic Buildings | 1978 ID-Nr. 78001307 | 15th Street, 16th Street und Main Street einschließlich des Campus der Murray State University 36° 36′ 40″ N, 88° 19′ 23″ W | Murray      |              |
| 12    | The Murray Woman’s Club Clubhouse          | The Murray Woman’s Club Clubhouse          | 2011 ID-Nr. 11000792 | 704 Vine Street 36° 36′ 21″ N, 88° 18′ 21″ W                                                                                | Murray      |              |
| 13    | National Hotel                             | National Hotel                             | 1986 ID-Nr. 86000298 | North 6th Street Ecke Main Street 36° 36′ 38″ N, 88° 18′ 14″ W                                                              | Murray      |              |
| 14    | Old Normal School Building                 | Old Normal School Building                 | 1975 ID-Nr. 75000740 | Campus der Murray State University 36° 36′ 39″ N, 88° 19′ 25″ W                                                             | Murray      |              |
| 15    | Seclusaval                                 |                                            | 1975 ID-Nr. 75000741 | Rund 12 km östlich von Murray an der KY 614 36° 34′ 39″ N, 88° 9′ 17″ W                                                     | Murray      |              |
| 16    | US Post Office-Murray                      | US Post Office-Murray                      | 1986 ID-Nr. 86000296 | Maple Street Ecke South 4th Street 36° 36′ 35″ N, 88° 18′ 6″ W                                                              | Murray      |              |